# Pillar (rockband)
Pillar is een Amerikaanse christelijke-rockband uit Tulsa, Oklahoma.

## Geschiedenis
Pillar werd opgericht in 1998. Een jaar later bracht de groep onder zijn eigen label Shadrach Records zijn eerste album Metamorphosis uit, in 2000 gevolgd door Original Superman. De groep werd dat jaar opgemerkt door Flicker Records, dat hen een platencontract aanbood.
Pillar won in 2001 met het nummer 'Open Your Eyes' een Dove Award voor Hard Music Song of the Year. Met het album Fireproof, waarmee de groep doorbrak, wonnen zij twee Dove Awards: voor de titeltrack 'Fireproof' en het nummer 'Echelon'.

## Huidige bezetting
- Rob Beckley (zang)
- Michael "Kalel" Wittig (bas)
- Noah Henson (gitaar)
- Lester Estelle II (drums)

## Discografie
- Above (2000)
- Fireproof (2003)
- Broken Down: The EP (2003)
- Where Do We Go from Here (2004)
- The Reckoning (2006)
- For the Love of the Game (2008)
- Confessions (2009)
- One Love Revolution (2015)